# Madona del Cardellino
Madona del Cardellini (česky Madona se stehlíkem) je název obrazu italského renesančního umělce Raffaela Santiho namalovaného v roku 1507.
Raffael je v dějinách evropského malířství známý jako autor několika obrazů, ve kterých dominuje motiv Madony a Dítěte. Obraz Madona del Cardellini je jedním z nich.
Ikonografie díla je typicky "raffaelovská": v otevřené krajině, v tomto případě zřejmě inspirované toskánským venkovem, sedí na skále Panna Maria. U jejích nohou stojí děti - sv. Jan Křtitel a Ježíšek. Madona upírá něžný, mateřský pohled na světlovlasou, kudrnatou hlavičku Jana Křtitele, opásaného rouškou z velbloudí srsti a držícího v ručkách malého stehlíka (odtud název obrazu). Nahý Ježíšek ho něžně hladí po jemném peří, přičemž je přítomností ptáčka zaujatý více, než otevřenou knížkou v matčině ruce. Vztah k matce naznačuje jeho nožka, kterou stojí na obnažené noze Panny Marie.
Postavy jsou namalované v prostorové pyramidě, což dokazuje jednoznačný Leonardův vliv. Zajímavě působí pozadí scény, dokumentující období a čas vzniku malby. To je tvořeno otevřenou krajinou s tekoucí řekou a mostem a architekturou nedalekého města, ve které dominuje kupole kostela, připomínající kopuli katedrály Santa Maria del Fiore ve Florencii.
Dílo vzniklo jako Raffaelův svatební dar k sňatku jeho přítele Lorenza Nasiho. Obraz byl vážně poškozen při zřícení Lorenzova domu v roce 1547. Následně byl zrestaurován malířem Ridolfem Ghirlandaiem, synem Domenica Ghirlandaia, umělce, hluboce ovlivněného Raffaelovými pracemi.